# 청량리역
청량리역(Cheongnyangni Station, 淸凉里驛)은 대한민국 서울특별시 동대문구 전농동에 있는 경원선, 중앙선의 철도역이자 수도권 전철 1호선, 수도권 전철 경의·중앙선, 수도권 전철 경춘선, 수도권 전철 수인·분당선의 전철역이자 환승역이다. 수도권 전철 1호선은 이 역부터 서울역까지 지하 구간이고 서울교통공사 구간이다. 수도권 전철 경춘선은 이 역부터 상봉역을 지나서 춘천역까지 모두 지상 구간이다. 수도권 전철 수인·분당선은 이 역부터 왕십리역까지 지상 구간이다. 수도권 전철 경의·중앙선은 심야에 3편성이 주박한다.
일제강점기였던 1938년 5월 1일에 동경성역(東京城驛)으로 역명이 변경됐다가 1942년 6월 1일에 본래의 역명인 청량리역으로 다시 환원됐다.

## 청량리역사

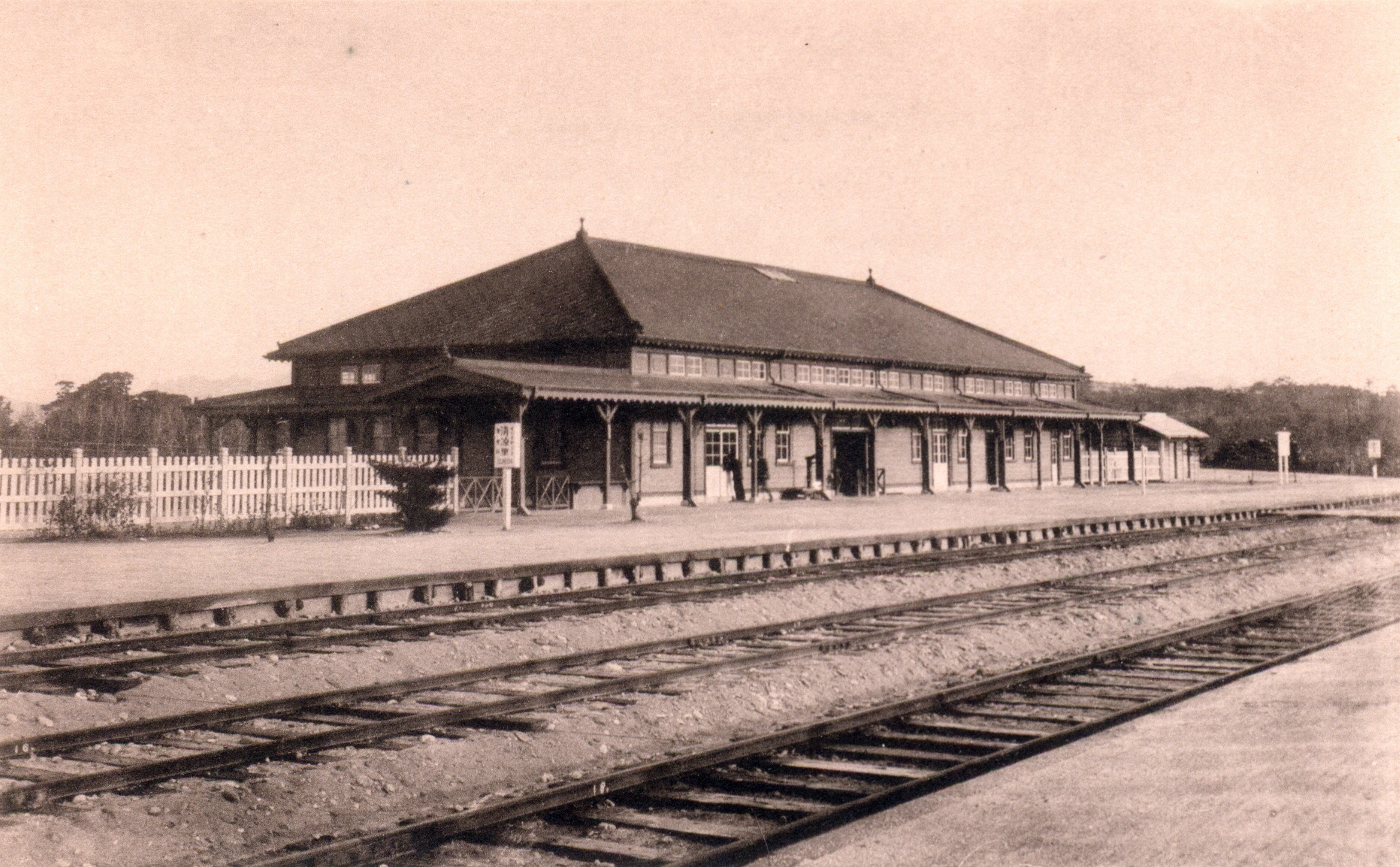
1914년의 청량리역 모습

청량리역은 경원선을 처음 계획할 당시에는 구상되지 않았던 정거장이었으나 서울의 동쪽 간문에 해당하는 곳이라 하여 뒤늦게 정거장 개설지로 추가되었다.
이에 따라 청량리정거장과 왕십리정거장은 서로 2킬로미터 남짓한 거리에 불과할 정도로 다른 구간에 비해 매우 인접한 곳에 자리하게 되었다.
청량리역은 1911년 10월 용산~의정부 구간을 우선 개통할 때부터 처음 사용되었다.
전차노선인 청량리선은 바로 연장되지 않고 이후 조선박람회를 위해 역전역을 신설하며 연장한다.

### 기능 확장 및 철도관사 건설
철도부설과 더불어 철도직원의 주거대책을 해결하기 위하여 철도관사 역시 건축되었다.
일제강점기 관청, 공공기관, 기업체가 각 기관의 공무원이나 회사원에게 공급하는 주택을 관사·사택으로 불렀는데, 이러한 주택들은 용산일대 등 철도 및 일본의 관리나 일본군의 주둔지 등에 건립된 경우가 많았다.
청량리지역 역시 중앙선 부설에 앞서 역 주변 전농정(典農洞) 위치에 철도관사를 약 400호 건축하였다.
현 동대문구 전농동, 전농2동 일대에 일부 남아있다.
관사는 관(官) 주도로 조직적으로 건축되어 관리들의 주거안정을 위해 공급하는 일종의 공공임대주택이다.
1920년대 이후 주택난이 가중될 당시 경성부청이 민간 회사에 공문을 보내 사택을 건설할 것을 요청할 정도로 관사와 사택의 건설이 정책적으로 권장되었고, 그 결과 1920년대 초반 신축된 일식주택의 절반에 달할 정도로 관사는 강점기간 내내 꾸준히 건설되었다.
관사의 공급 확대에도 불구하고 주택난이 심화되자 1930년대 후반 일제는 소규모 관사의 공급을 확대한다.
조선의 교통량이 증가하여 경성역이 혼잡하게 되자, 총독부는 경성역의 화물부담을 청량리역으로 이전하고자 결정한다.
이를 청량리역은 경성일대의 화물취급을 담당하기 위해 1935년 당시의 10배 이상으로 확장된다.
이에 따라 1937년에 청량리 철도관사가 건립된다.

### 두 차례의 개칭
이후 1936년에 경성부가 확장되고, 1938년에 경춘선의 기점이자 중앙선의 종점으로 지정되었고, 경성역의 화물부담을 인계받아 경성일대의 화물취급을 담당하는 등 역의 지위가 향상됨에 걸맞게 5월 1일부로 동경성역(東京城驛)으로 역명을 변경한다.
이 때 영등포역도 남경성역으로 함께 역명을 변경한다.
또한 경성역의 화물취급 역시 같은 해 7월부터 정상적으로 이전되었다.
그러나 중국에 있는 역명과 혼동이 있다는 이유로 1942년에 영등포역과 함께 다시 청량리역이라는 원래의 이름을 회복한다.

## 개요

### 한국철도공사
한국철도공사 소속 청량리역은 경원선, 중앙선의 철도역으로, 중앙선의 기점으로 이 역에서 경원선으로부터 분기한다.
중앙선 무궁화호와 태백·영동선 무궁화호의 시·종착역이며, 경춘선 ITX-청춘와 강릉선 KTX, 수도권 전철 경의·중앙선이 정차한다.
수도권 전철 경춘선 전동차가 편도 10회 시·종착하고, 수인·분당선 열차는 상·하행을 포함하여 18회 정차하며, 극히 드물게 임시 무궁화호도 다닌다.
덕소역, 용문역, 춘천역 방면으로 가는 전철은 왕십리역 출발 후 청량리역 진입 이전 중앙선 선로로 진입하며, 반대로 문산역 방면으로 가는 전철은 청량리역 출발 후 경원선에 합류한다.

### 서울교통공사(수도권 전철 1호선)
서울교통공사 관할 청량리역은 서울 지하철 1호선 종점으로 유치선이 있다. 다만, 선로는 경원선 회기역과 연결되어 있어 실질적 모든 열차들의 기·종점 기능을 하지는 않는다. 경원지선 용산~성북 구간 열차가 폐지되기 이전에는 경인선 일부 열차와 구로역 이남으로 운행하는 수도권 전철 1호선 열차들의 기·종점이었다.
신창, 천안-청량리 구간을 운행하는 급행열차는 이 역에서 시·종착하며, 완행열차는 광운대역까지 연장 운행된다(단 일부 열차는 이 역에서 시 종착한다).
지상으로 올라갈 때 절연 구간이 있으며, 회기역에서 내려올 때 유치선을 통하여 천안·신창 급행 열차를 볼 수 있다.
한국철도공사가 제공하는 운행 시각표상 표기는 1지청이며, 이는 “1호선 지하 청량리의 약자로, 서울시립대입구라는 병기역명이 있다.
부근에 서울시립대학교가 위치해 있다.

### 환승
서울 지하철 1호선 개통 당시에는 직접 연결되는 환승 통로는 없었으나, 승차권에 환승 표시를 하는 방식으로 역외를 통한 환승이 가능했었다.
이후 1986년 자동 요금 징수, 마그네틱 종이 승차권 도입 등에 따라 환승이 제한되었지만, 2010년 8월 20일 청량리역 민자역사 준공과 함께 환승 통로가 개설되어 자유로운 환승이 가능해졌다.

## 연혁
1999년부터 가설 임시 역사로 운영되다가, 2010년 8월 18일에 민자역사가 완공되었다.
이에 앞서, 2010년 3월 5일부터 역무 기능을 기존의 임시 역사에서 우선 이전하였다.

### 한국철도공사
- 1911년 10월 15일 : 청량리역으로 영업 개시[15]
- 1938년경 : 청량리역 전차대 및 검차고 완공
- 1938년 5월 1일 : 동경성역(東京城驛)으로 역명 변경[16]
- 1938년 7월 8일 : 경춘선 청량리~춘천 개통
- 1939년 : 중앙선 청량리~양평 개통
- 1942년 6월 1일 : 청량리역으로 역명 환원[17]
- 1950년 6월 26일 : 한국 전쟁으로 역사 소실
- 1959년 11월 6일 : 역사 신축
- 1973년 6월 20일 : 중앙선 청량리~제천간 (155.2km)이 전철화되어 전기기관차 운행 개시
- 1976년 7월 10일 : 화물취급 중지[18]
- 1978년 12월 9일 : 용산~성북간 국철 개통
- 1988년 11월 1일 : 중앙선 청량리~안동 새마을호 운행 개시
- 1990년 3월 15일 : 영동선 청량리~동해 새마을호 운행 개시
- 1997년 9월 22일 : 중앙선 청량리~부전 장거리 비둘기호 열차를 통일호로 승격
- 1999년 7월 : 임시 역사로 이전, 구 역사에 패스트푸드점 입주
- 2004년 4월 1일 : 중앙선 통일호 전구간 운행중단 무궁화호로 승격
- 2005년 12월 16일 : 수도권 전철 1호선과 수도권 전철 중앙선으로 분리와 함께 역번호를 K125에서 K117로 변경
- 2006년 5월 1일 : 소화물 취급 중지
- 2006년 7월 1일 : 조직개편으로 수도권동부지사 관할역이 됨
- 2006년 9월 13일 : 검차고가 등록문화재로 지정
- 2006년 10월 31일 : 청량리~강릉, 안동 새마을호 운행 종료
- 2007년 2월 : 구 역사 노후화로 철거 & 민자역사 건축 시작
- 2010년 3월 5일 : 민자역사 신축 이전
- 2010년 8월 18일 : 민자역사 준공[19]
- 2010년 8월 20일 : 서울 지하철 1호선 지하 청량리역과 수도권 전철 중앙선의 지상역과의 환승 통로 개통[20]
- 2010년 12월 15일 : 중앙선 청량리~안동 새마을호 운행 재개
- 2010년 12월 21일 : 경춘선 청량리~남춘천 무궁화호 운행 종료
- 2011년 : 경춘선 고상홈 개조 (1, 2번홈)
- 2012년 2월 28일 : 경춘선 용산~청량리~춘천 좌석급행 전동열차 ITX-청춘 운행 개시
- 2013년 4월 12일 : 중부내륙순환열차(O-Train) 운행 개시
- 2014년 8월 1일 : 평화열차(DMZ train) 운행 개시
- 2014년 11월 1일 : 중앙선 청량리~안동 새마을호 운행 종료 및 중앙선 청량리~영주 ITX-새마을 운행 개시
- 2015년 1월 22일 : 정선아리랑열차(A-Train) 운행 개시
- 2015년 6월 1일 : 중부내륙순환열차(O-Train) 운행 계통 변경
- 2016년 9월 26일 : 수도권 전철 경춘선 청량리역 연장, 편도 20회 운행
- 2017년 12월 22일 : 강릉선 KTX 운행 개시
- 2018년 12월 31일 : 분당선 연장 운행 평일에 한해 상·하행 18회 운행.[21]
- 2020년 3월 2일 : 강릉삼각선 개통으로 강릉선 KTX의 일부가 동해역으로 연장 운행 및 청량리 ~ 강릉 무궁화호 종착역이 동해역으로 단축[22]
- 2020년 3월 7일 : 수도권 전철 수인·분당선 주말에 한해 상·하행 10회 운행
- 2021년 1월 5일 : 중앙선 KTX-이음 운행 개시[23]
- 2021년 8월 1일 : 강릉선 KTX-이음 운행 개시
- 2023년 9월 1일 : 태백선 ITX-마음 운행 개시
- 2023년 12월 29일 : 중앙선 KTX-이음 서울방면 연장운행 개시 및 중앙선 ITX-마음 운행 개시

### 서울교통공사(수도권 전철 1호선)
- 1974년 8월 15일 : 서울 지하철 1호선 서울역~청량리 구간 개통
- 2005년 12월 21일 : 동묘앞역 개업으로 1호선 역번호가 125에서 124로 변경
- 2009년 10월 29일 : 청량리(서울시립대입구)역으로 변경[24]
- 2010년 8월 20일 : 수도권 전철 중앙선 지상 청량리역과 서울 지하철 1호선의 지하역과의 환승 통로 개통[20]
- 2014년 1월 24일 : 2번 출구 에스컬레이터 개통
- 2019년 12월 30일 : 경부선·장항선 급행열차(청량리~신창 구간) 신설

## 사고
2007년 8월 13일 오후 5시 40분경 청량리 민자역사 신축 공사장에서 약 25m 높이의 천공기가 전복되어 플랫폼에서 열차를 기다리던 일반인 2명이 사망하였다.
사고의 여파로 고압선이 끊어져 경원선과 경춘선, 중앙선 일부 구간이 단선되었으며, 이튿날 자정이 넘어서야 열차 운행이 재개되었다.
경찰 측은 공사장에서 터 파기 작업을 위해 철심을 박던 중 크레인을 옮기다가 사고가 발생한 것으로 보고 공사장 책임자들을 대상으로 밤샘 조사를 벌였다.

## 역 구조
출구는 7개다.

### 지상
4면 9선의 승강장이며 전철 승강장에 스크린도어가 설치되어 있다.
| ↑ 회기(경의·중앙선, 경춘선)/↑ 상봉(중앙선)/시·종착역(수인·분당선)            |
| １ ２ \| ３４ \| ５ ６ \| ７８ \|                                            |
| 왕십리(경의·중앙선, 수인·분당선) ↓/서울(경강선, 중앙선) ↓/시·종착역(경춘선 ) |

| 1   | ● 수도권 전철 수인·분당선 | 일반열차                                        | 선정릉 · 서현 · 기흥 · 수원 · 인천 방면          |
| 2   | ● 수도권 전철 경춘선      | 급행열차 · 일반열차                             | 상봉 · 퇴계원 · 평내호평 · 가평 · 춘천 방면      |
| 3   | 강릉선 · 중앙선           | KTX                                             | 서원주 · 만종 · 강릉 · 동해 · 제천 · 안동 방면   |
| 4   | ● 수도권 전철 경의·중앙선 | 급행열차 · 일반열차                             | 회기 · 망우 · 구리 · 덕소 · 용문 · 지평 방면     |
| 4   | 경춘선                    | ITX-청춘                                        | 상봉 · 평내호평 · 마석 · 청평 · 가평 · 춘천 방면 |
| 5   | ● 수도권 전철 경의·중앙선 | 급행열차 · 일반열차                             | 왕십리 · 이촌 · 용산 · 문산 방면                 |
| 5   | 경춘선                    | ITX-청춘                                        | 왕십리 · 옥수 · 용산 방면                        |
| 6   | 강릉선 · 중앙선           | KTX                                             | 행신 · 서울 방면                                 |
| 7~8 | 중앙선 태백선 정선선      | KTX 무궁화호 ITX-새마을 ITX-마음 정선아리랑열차 | 원주 · 제천 · 영주 · 안동 · 부전 방면            |
| 7~8 | 중앙선 태백선 정선선      | KTX 무궁화호 ITX-새마을 ITX-마음 정선아리랑열차 | 태백 · 동해 · 부전 방면                          |
| 7~8 | 중앙선 태백선 정선선      | KTX 무궁화호 ITX-새마을 ITX-마음 정선아리랑열차 | 제천 · 민둥산 · 정선 · 아우라지 방면             |

### 지하
1면 2선의 섬식 승강장이며 스크린도어가 설치되어 있다.
이 역은 지하역이면서도 대합실이 아래층에, 승강장이 위층에 있는 특이한 역 구조를 가지고 있는데, 이는 회기 방면 선로를 지상으로 쉽게 유도하여 경원선과 직결 운행하기 위하여 승강장을 얕은 깊이에 건설하였기 때문이다.
1호선 승강장
| ↑회기    |
| 상 하 \| |
| 제기동↓  |

| 상행 | ● 수도권 전철 1호선 | 광운대 · 의정부 · 양주 · 동두천 · 연천 방면 (일반, 급행) 청량리급행 당역종착                  |
| 하행 | ● 수도권 전철 1호선 | 동대문 · 종로3가 · 시청 · 서울역 · 부천 · 서동탄 · 천안 · 신창 방면 천안 · 신창 급행 당역출발 |

1호선 청량리역 진입 전에 X자형 교차가 존재하며, 인천·서동탄·천안·신창 방면 열차가 청량리역 신창 방면 플랫폼(2번)으로 역주행해 정차한 후, 회차선을 거치지 않고 바로 천안·신창 방면으로 출발할 때가 있으며 이 때 X자형 선로를 이용하는 것이다.
2019년 12월 30일부터 천안, 신창발 경부선 완행열차 대부분 시·종착역이 청량리역에서 광운대역으로 변경되었다. 단 경부선 완행열차 일부 한정으로 다시 이 역에서 시종착한다.

## 이용객 변동

### 수도권 전철
ITX-청춘의 2012년 자료는 운행 개시일인 2012년 2월 28일부터 12월 31일까지인 308일 기준으로 환산한 것이다.
| 노선          | 노선   | 일평균 인원수 (명/일) | 일평균 인원수 (명/일) | 일평균 인원수 (명/일) | 일평균 인원수 (명/일) | 일평균 인원수 (명/일) | 일평균 인원수 (명/일) | 일평균 인원수 (명/일) | 일평균 인원수 (명/일) | 일평균 인원수 (명/일) | 일평균 인원수 (명/일) | 각주                  | 각주                  | 각주                  | 각주   |
| 노선          | 노선   | 2000년                | 2001년                | 2002년                | 2003년                | 2004년                | 2005년                | 2006년                | 2007년                | 2008년                | 2009년                | 각주                  | 각주                  | 각주                  | 각주   |
| ------------- | ------ | --------------------- | --------------------- | --------------------- | --------------------- | --------------------- | --------------------- | --------------------- | --------------------- | --------------------- | --------------------- | --------------------- | --------------------- | --------------------- | ------ |
| 1호선         | 승차   | 49,253                | 47,682                | 46,058                | 45,909                | 47,660                | 48,423                | 42,065                | 40,929                | 40,308                | 38,730                | [ 28 ]                | [ 28 ]                | [ 28 ]                | [ 28 ] |
| 1호선         | 하차   | 48,746                | 46,265                | 44,658                | 44,775                | 46,068                | 46,845                | 41,194                | 40,385                | 39,694                | 38,414                | [ 28 ]                | [ 28 ]                | [ 28 ]                | [ 28 ] |
| 1호선         | 승하차 | 97,999                | 93,947                | 90,716                | 90,685                | 93,728                | 95,268                | 83,259                | 81,314                | 80,001                | 77,145                | [ 28 ]                | [ 28 ]                | [ 28 ]                | [ 28 ] |
| 1호선(중앙선) | 승차   | 6,445                 | 5,493                 | 7,056                 | 8,687                 | 5,217                 | 4,990                 | 4,979                 | 4,932                 | 4,863                 | 4,842                 | [ 29 ]                | [ 29 ]                | [ 29 ]                | [ 29 ] |
| 1호선(중앙선) | 하차   | 8,056                 | 11,099                | 9,950                 | 10,629                | 7,419                 | 7,402                 | 6,511                 | 6,392                 | 6,243                 | 6,241                 | [ 29 ]                | [ 29 ]                | [ 29 ]                | [ 29 ] |
| 노선          | 노선   | 일평균 인원수 (명/일) | 일평균 인원수 (명/일) | 일평균 인원수 (명/일) | 일평균 인원수 (명/일) | 일평균 인원수 (명/일) | 일평균 인원수 (명/일) | 일평균 인원수 (명/일) | 일평균 인원수 (명/일) | 일평균 인원수 (명/일) | 일평균 인원수 (명/일) | 일평균 인원수 (명/일) | 일평균 인원수 (명/일) | 일평균 인원수 (명/일) | 각주   |
| 노선          | 노선   | 2010년                | 2011년                | 2012년                | 2013년                | 2014년                | 2015년                | 2016년                | 2017년                | 2018년                | 2019년                | 2020년                | 2021년                | 2022년                | 각주   |
| 1호선         | 승차   | 36,590                | 34,632                | 33,361                | 31,869                | 31,264                | 30,257                | 29,686                | 27,930                | 26,466                |                       |                       |                       |                       | [ 28 ] |
| 1호선         | 하차   | 36,487                | 34,135                | 33,474                | 32,593                | 31,987                | 31,128                | 30,729                | 28,873                | 27,462                |                       |                       |                       |                       | [ 28 ] |
| 1호선         | 승하차 | 73,077                | 68,767                | 66,835                | 64,462                | 63,251                | 61,385                | 60,415                | 56,803                | 53,928                |                       |                       |                       |                       | [ 28 ] |
| 경의·중앙선   | 승차   | 7,432                 | 10,766                | 12,076                | 14,175                | 14,772                | 15,234                | 15,330                | 15,216                | 16,626                |                       |                       |                       |                       | [ 29 ] |
| 경의·중앙선   | 하차   | 8,998                 | 12,760                | 14,411                | 16,636                | 17,168                | 17,396                | 17,342                | 16,948                | 18,098                |                       |                       |                       |                       | [ 29 ] |
| ITX-청춘      | 승차   | 미개통                | 미개통                | 2,374                 | 3,057                 | 3,223                 | 3,048                 | 3,041                 | 2,778                 | 2,790                 |                       |                       |                       |                       | [ 29 ] |
| ITX-청춘      | 하차   | 미개통                | 미개통                | 2,435                 | 3,065                 | 3,268                 | 3,004                 | 3,033                 | 2,797                 | 2,829                 |                       |                       |                       |                       | [ 29 ] |

## 인접한 역
| KTX                                       | KTX                                                             | KTX                                     |
| ----------------------------------------- | --------------------------------------------------------------- | --------------------------------------- |
| 서울 행신 방면                            | KTX 강릉선                                                      | 상봉 강릉 방면                          |
| 서울 방면                                 | KTX 영동선                                                      | 상봉 동해 방면                          |
| 서울 방면                                 | KTX 중앙선                                                      | 상봉 부전 방면                          |
| 새마을호                                  |                                                                 |                                         |
| 시·종착역                                 | 정선아리랑열차                                                  | 원주 정선 방면                          |
| 시·종착역                                 | ITX-새마을 중앙선                                               | 덕소 부전 방면                          |
| ITX-마음                                  |                                                                 |                                         |
| 시·종착역                                 | ITX-마음 태백선                                                 | 원주 동해 방면                          |
| 시·종착역                                 | ITX-마음 중앙선                                                 | 덕소 부전 방면                          |
| 무궁화호                                  |                                                                 |                                         |
| 시·종착역                                 | 무궁화 태백선                                                   | 덕소 동해 방면                          |
| 광역전철 (중앙선)                         |                                                                 |                                         |
| K116 왕십리 문산 방면 문산 방면 문산 방면 | ● 수도권 전철 경의·중앙선 본선 완행 경의선본선 급행 중앙선 급행 | K118 회기 지평 방면 용문 방면 용문 방면 |
| 시·종착역                                 | ● 수도권 전철 경춘선 완행 · 급행                                | K118 회기 춘천 방면                     |
| 왕십리 용산 방면                          | ITX-청춘 경춘선                                                 | 상봉 춘천 방면                          |
| 광역전철 (서울 지하철 1호선)              |                                                                 |                                         |
| 123 회기 연천 방면 광운대 방면            | ● 수도권 전철 1호선 경원-경인선 완행 · 경원선 급행 경부선 완행  | 125 제기동 인천 방면 서동탄 · 신창 방면 |
| 시·종착역                                 | ● 수도권 전철 1호선 경부선 급행                                 | 125 제기동 신창 방면                    |
| 광역전철 (경원선)                         |                                                                 |                                         |
| 시·종착역                                 | ● 수도권 전철 수인·분당선 완행 분당선 급행                      | K210 왕십리 인천 방면 고색 방면         |

## 역 주변
- 청량리차량사업소
- 서울시립대학교
- 가나안교회 (노숙인복지시설)
- 서울동대문경찰서
- 동서청과물시장
- 동대문세무서
- 역전파출소
- 용두동
- 청량리동
- 청량리우체국
- 청량리 한화역사쇼핑몰
  - 롯데백화점 청량리점
  - 롯데마트 청량리점
  - 롯데시네마 청량리점
- 청량리재래시장
- 청량리정신병원
- NH농협은행 청량리지점
- 정암미용고등학교
- 청량리역 환승센터

## 사진

### 지상 청량리역

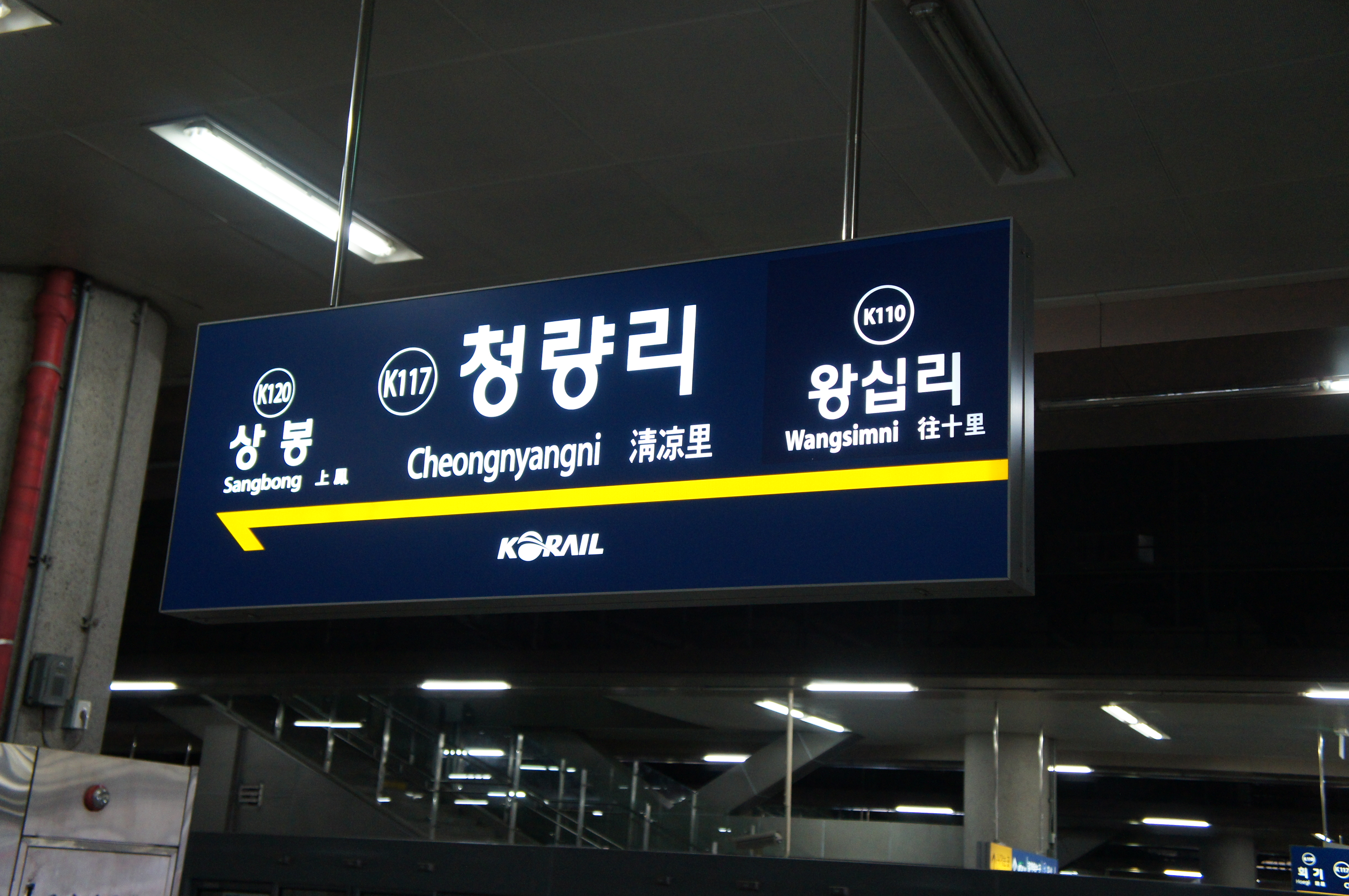
ITX-청춘 역명판
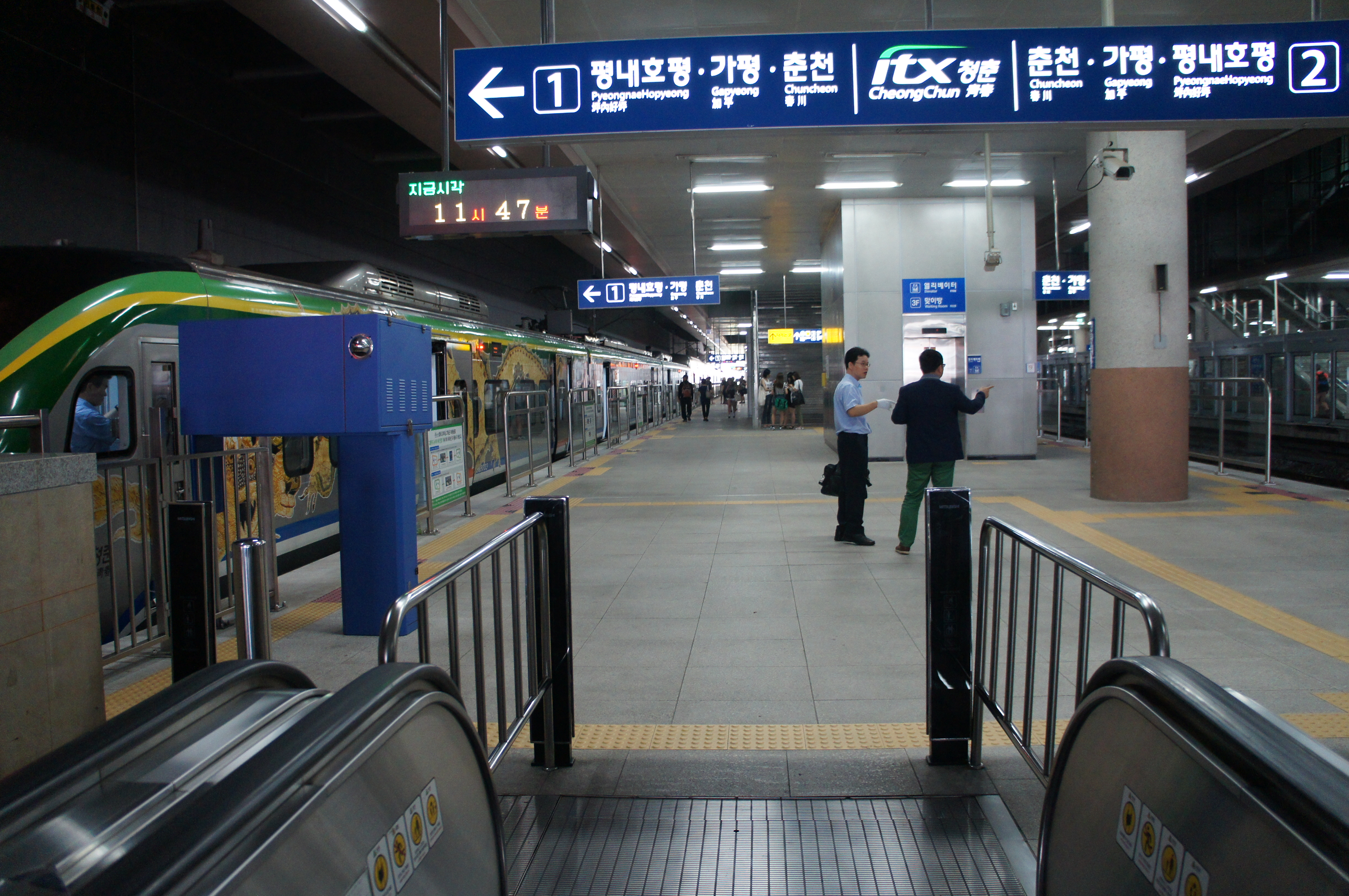
ITX-청춘 승강장
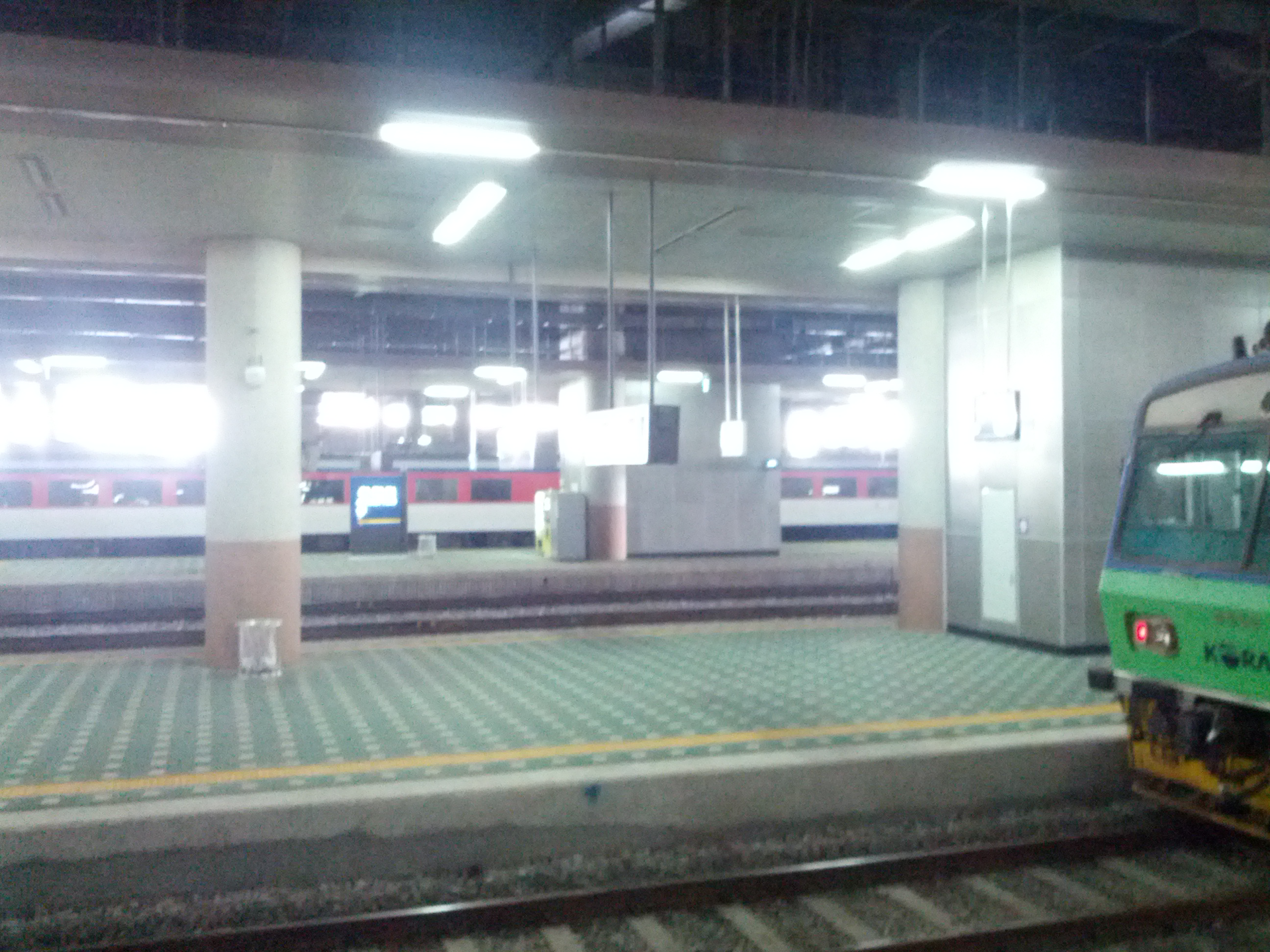
일반열차 승강장
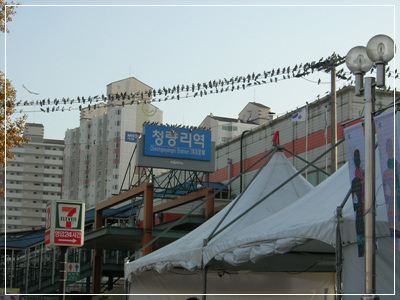
임시역사 (1999년 ~ 2010년)
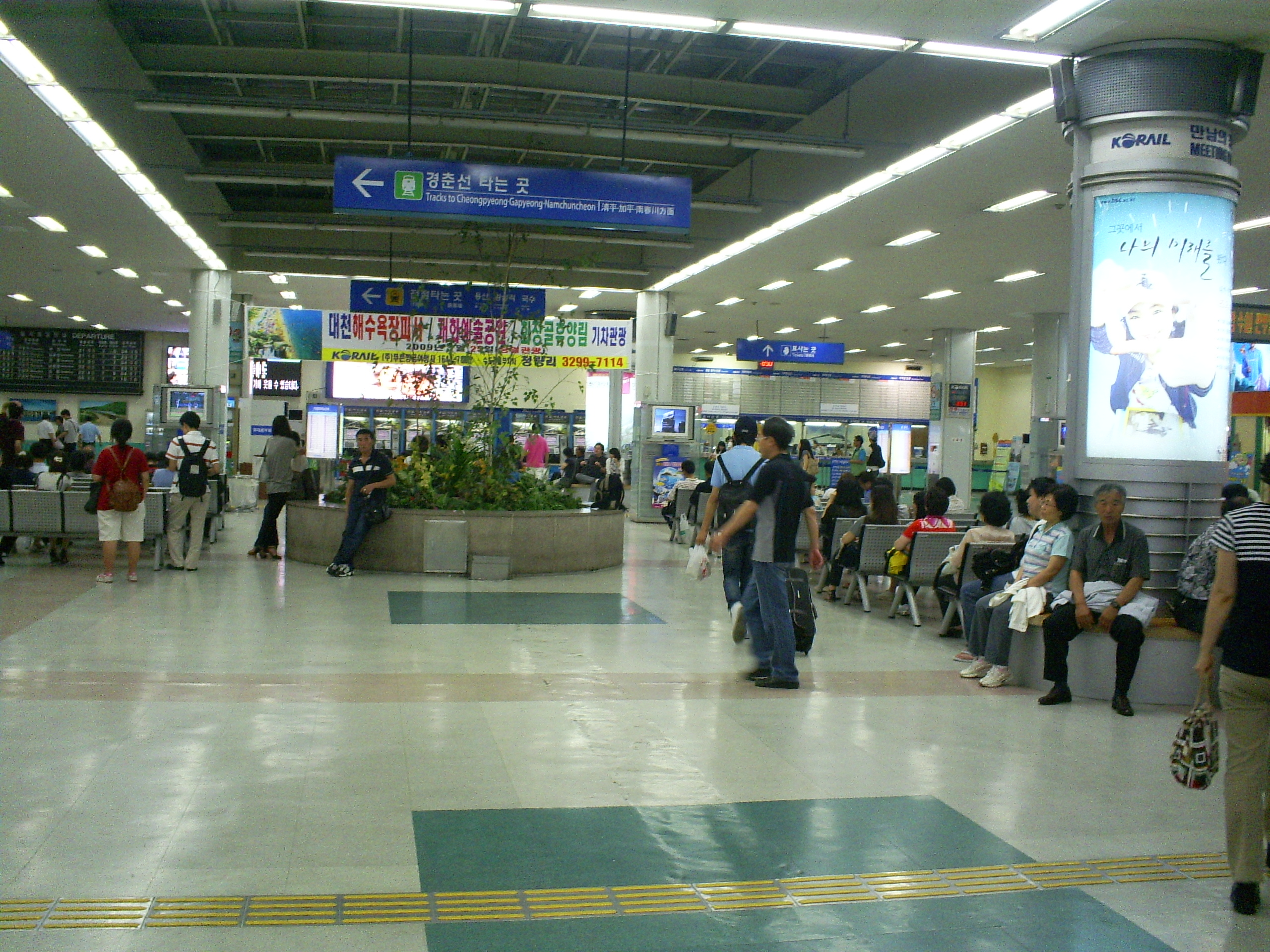
대합실 (1999년 ~ 2010년)
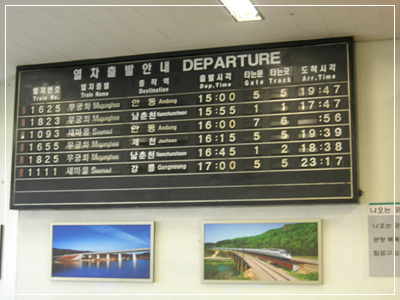
플랩식 출발안내기
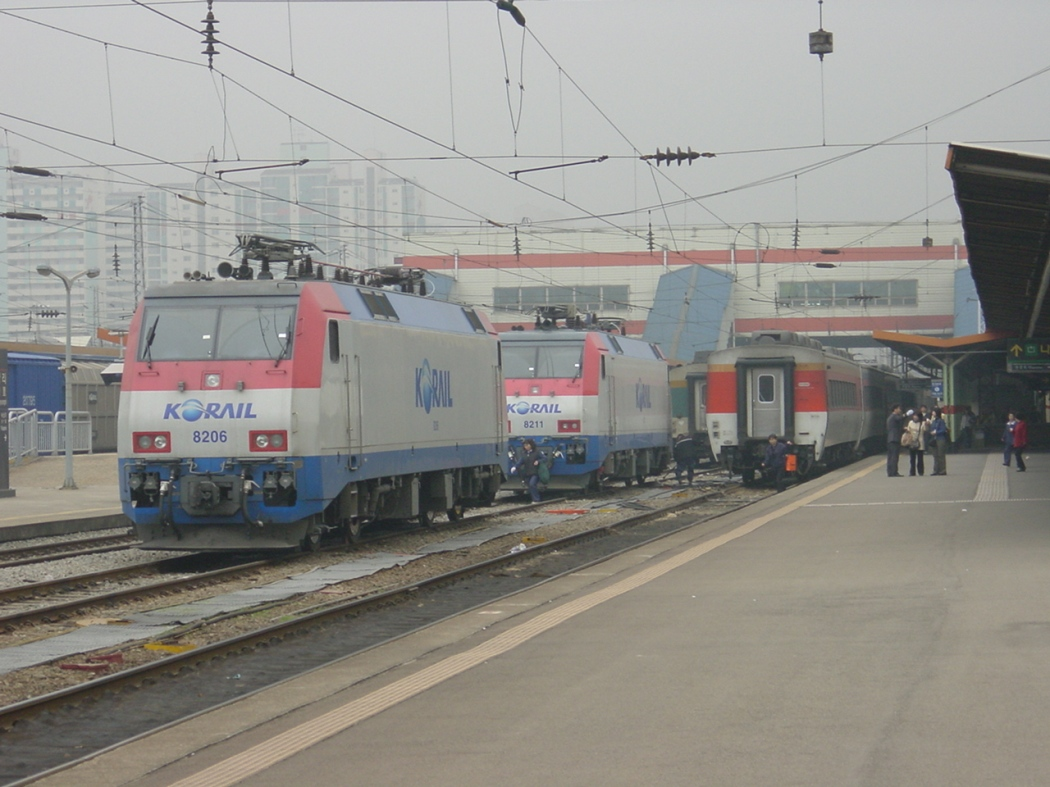
승강장 (1999년 ~ 2010년)
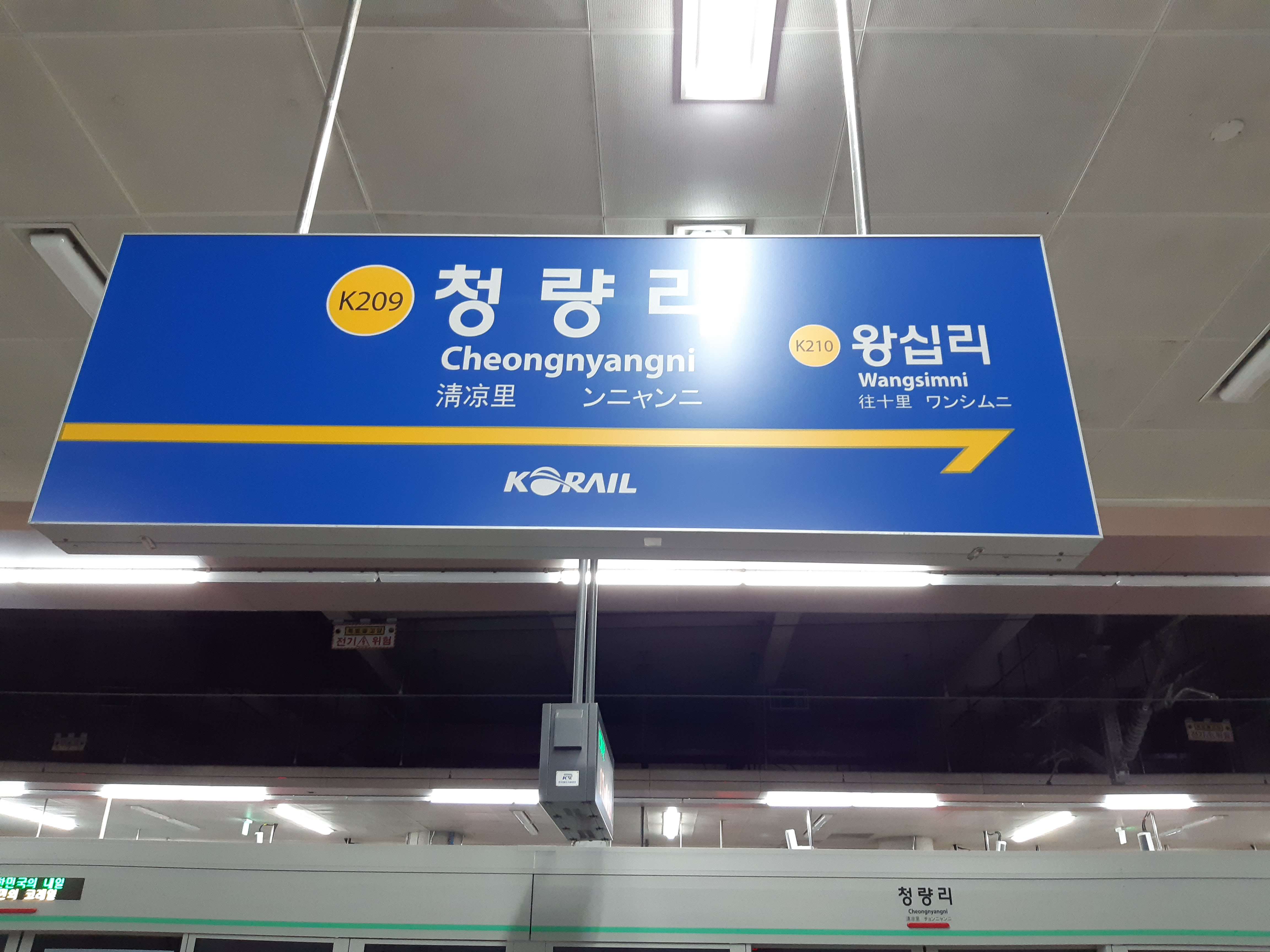
수인분당선 역명판
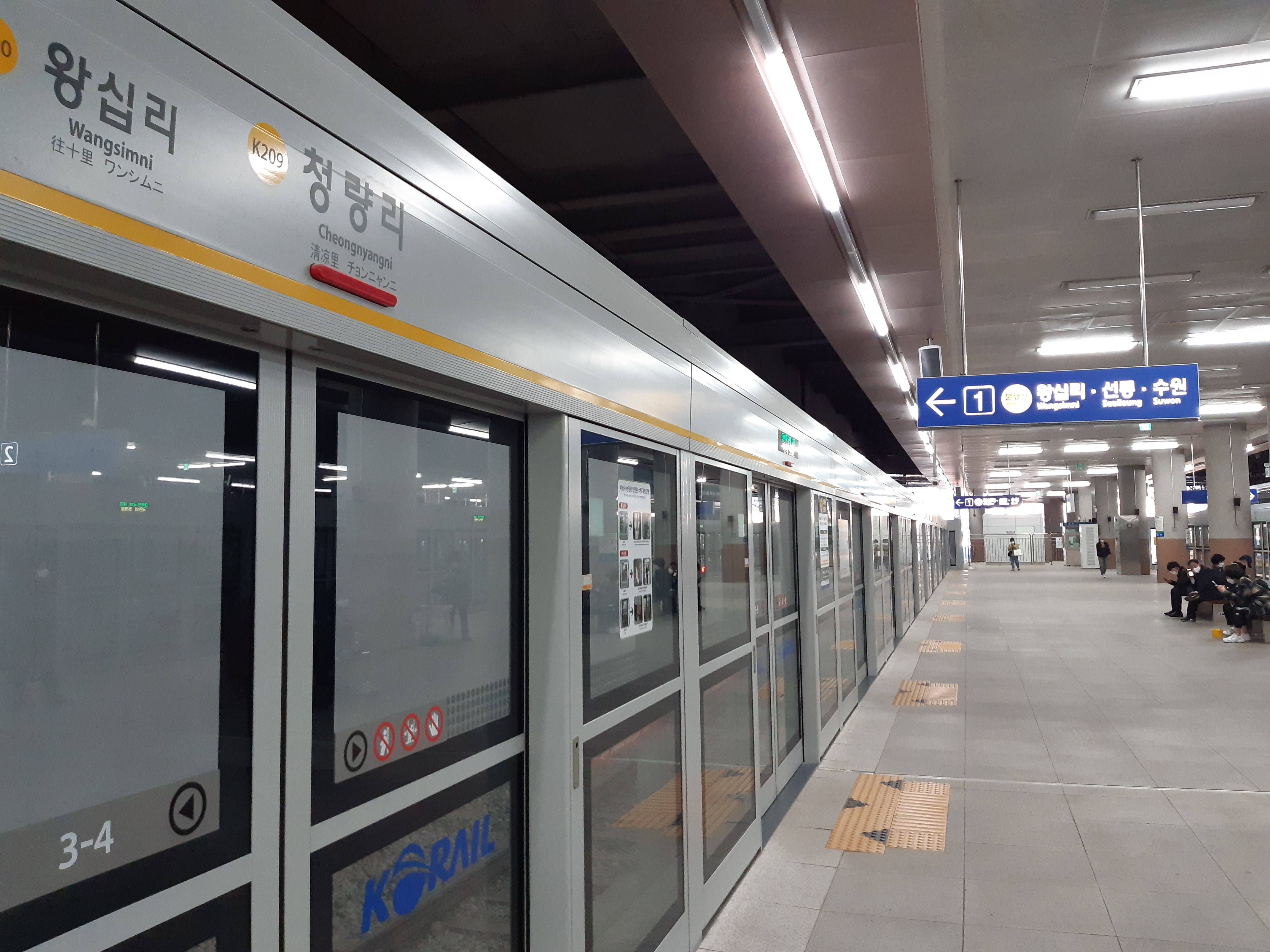
수인분당선 승강장
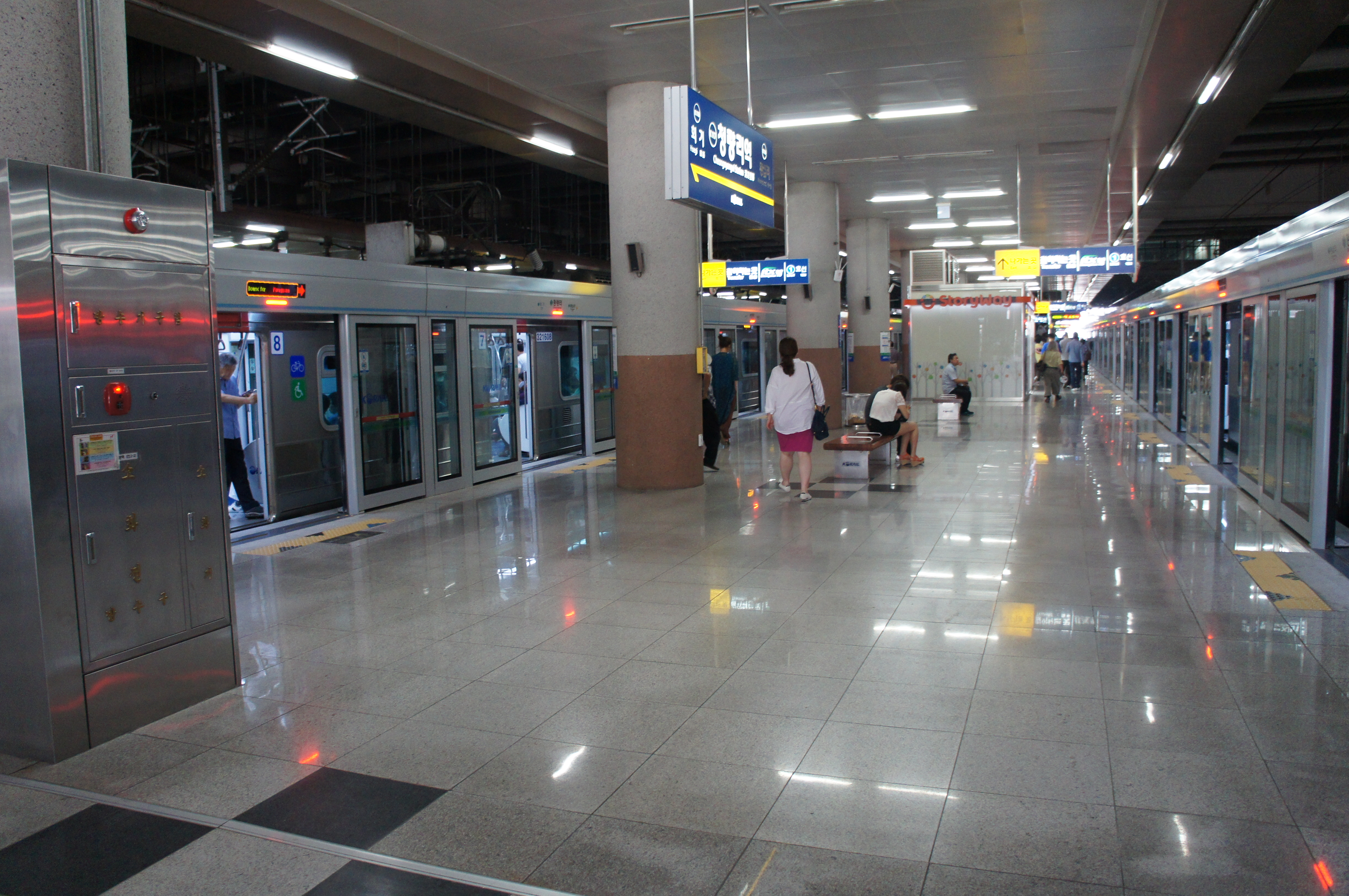
경의중앙선 승강장
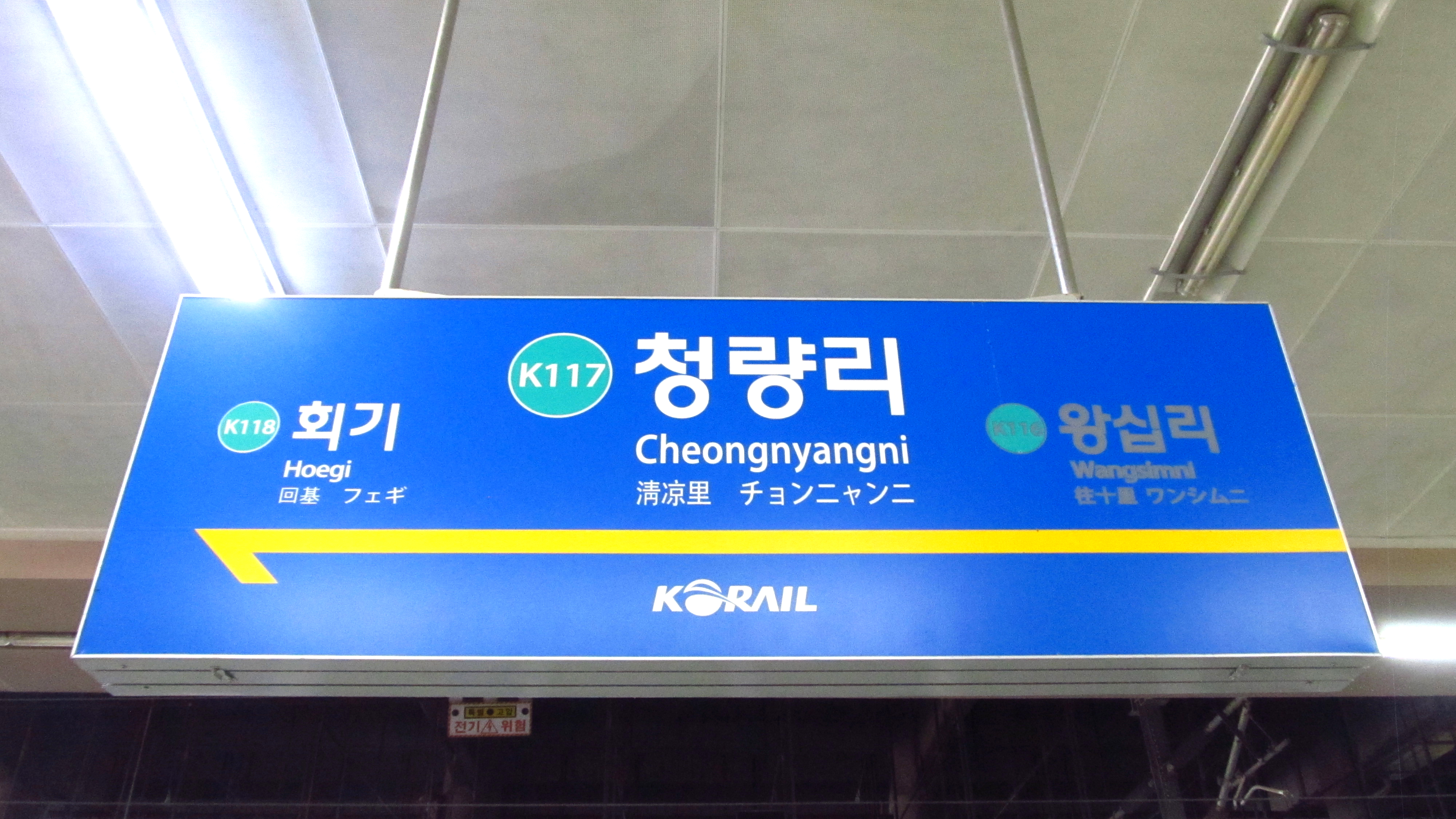
경의중앙선 역명판

### 지하 청량리역

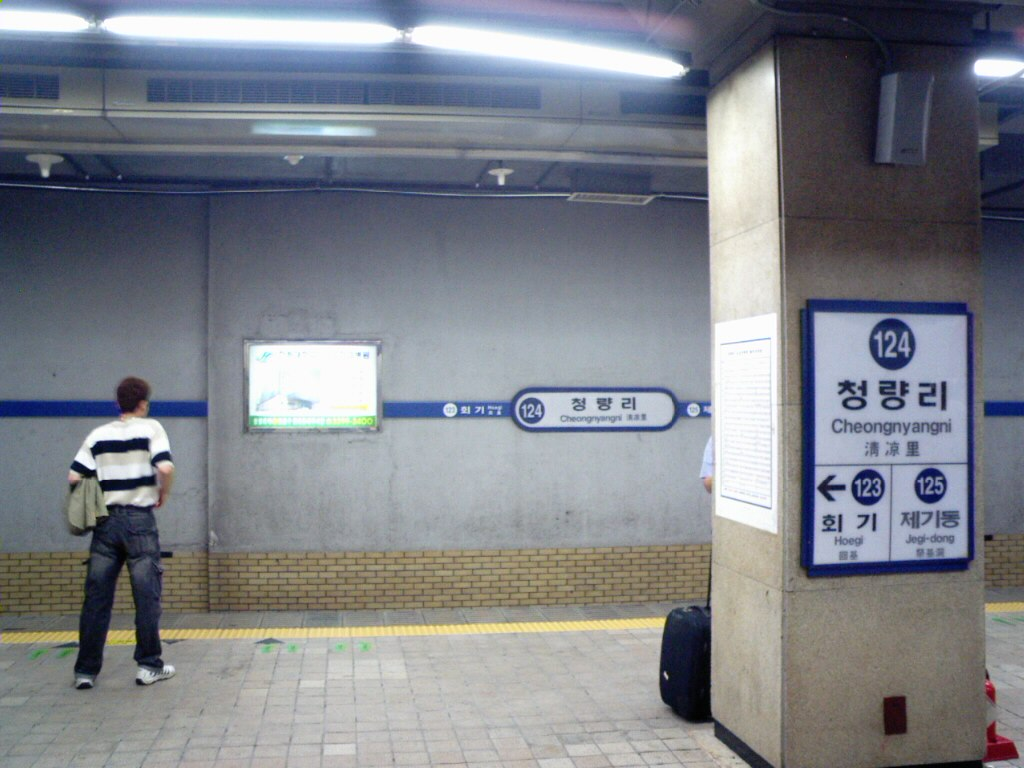
승강장 (스크린도어 설치 전, 신창·인천 방면)
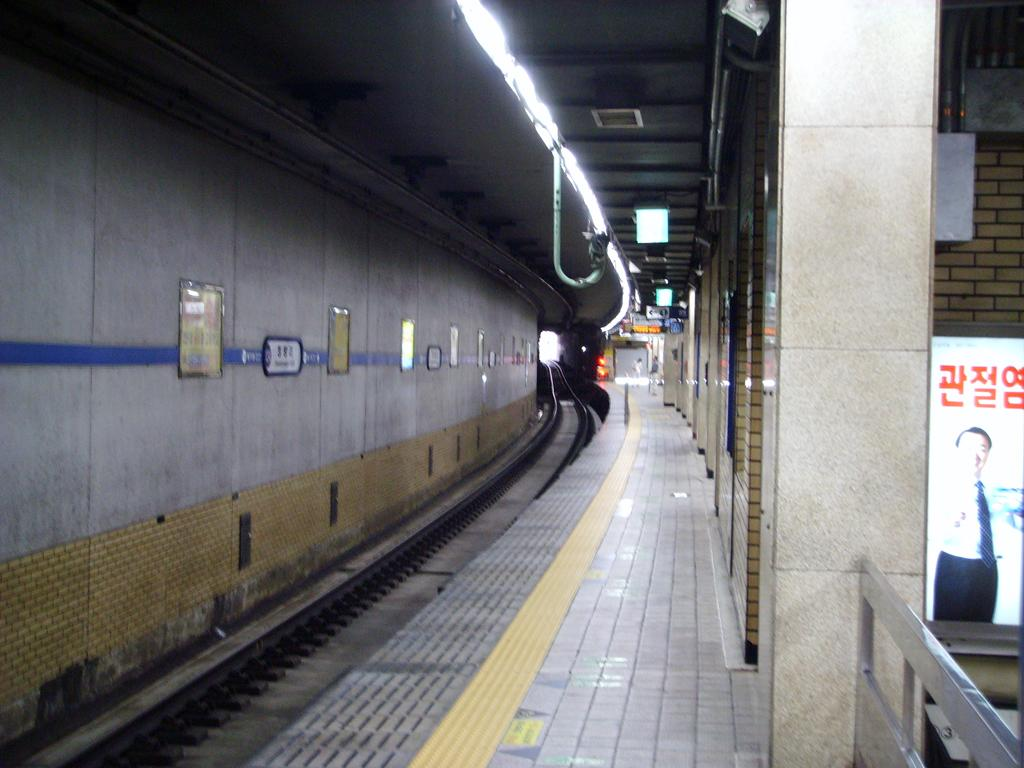
승강장 (스크린도어 설치 전, 연천 방면)
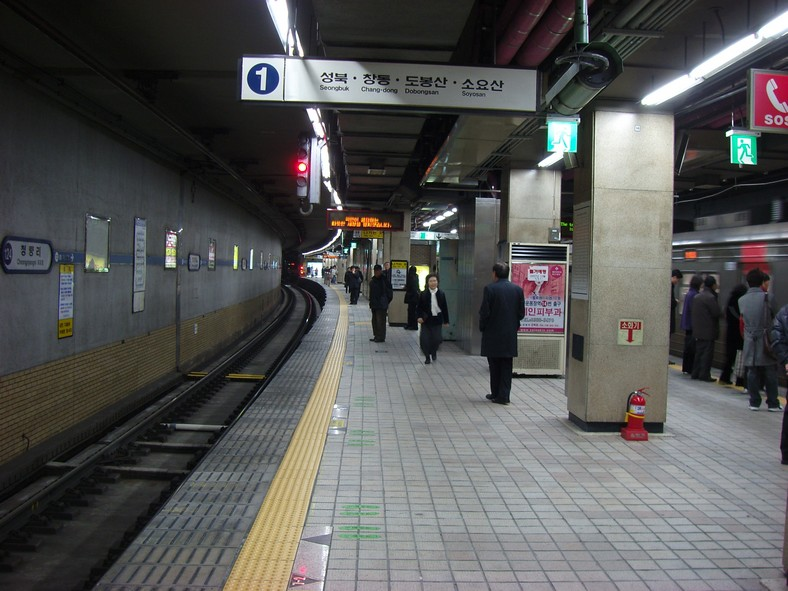
승강장 (스크린도어 설치 전, 연천 방면)
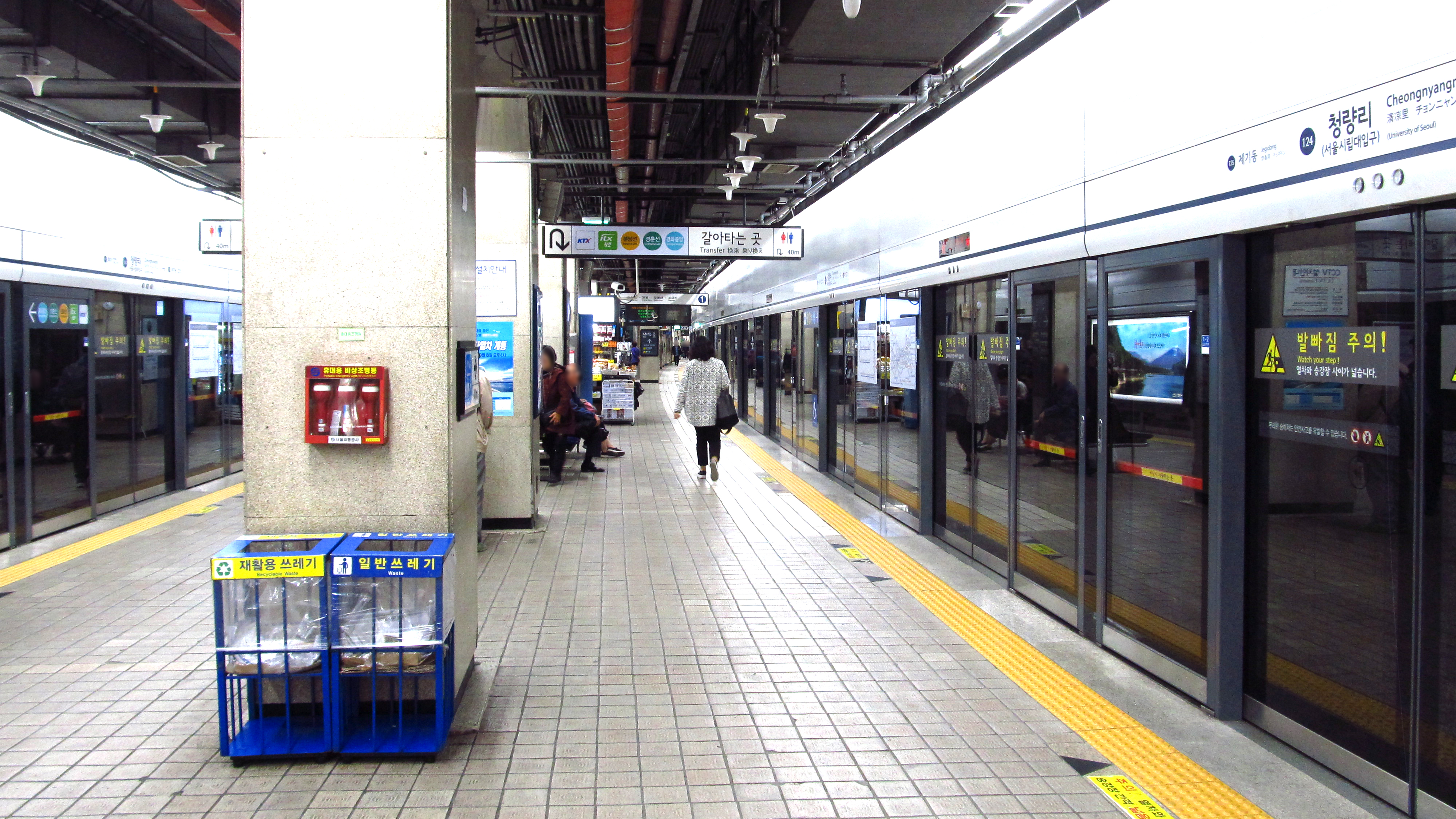
승강장
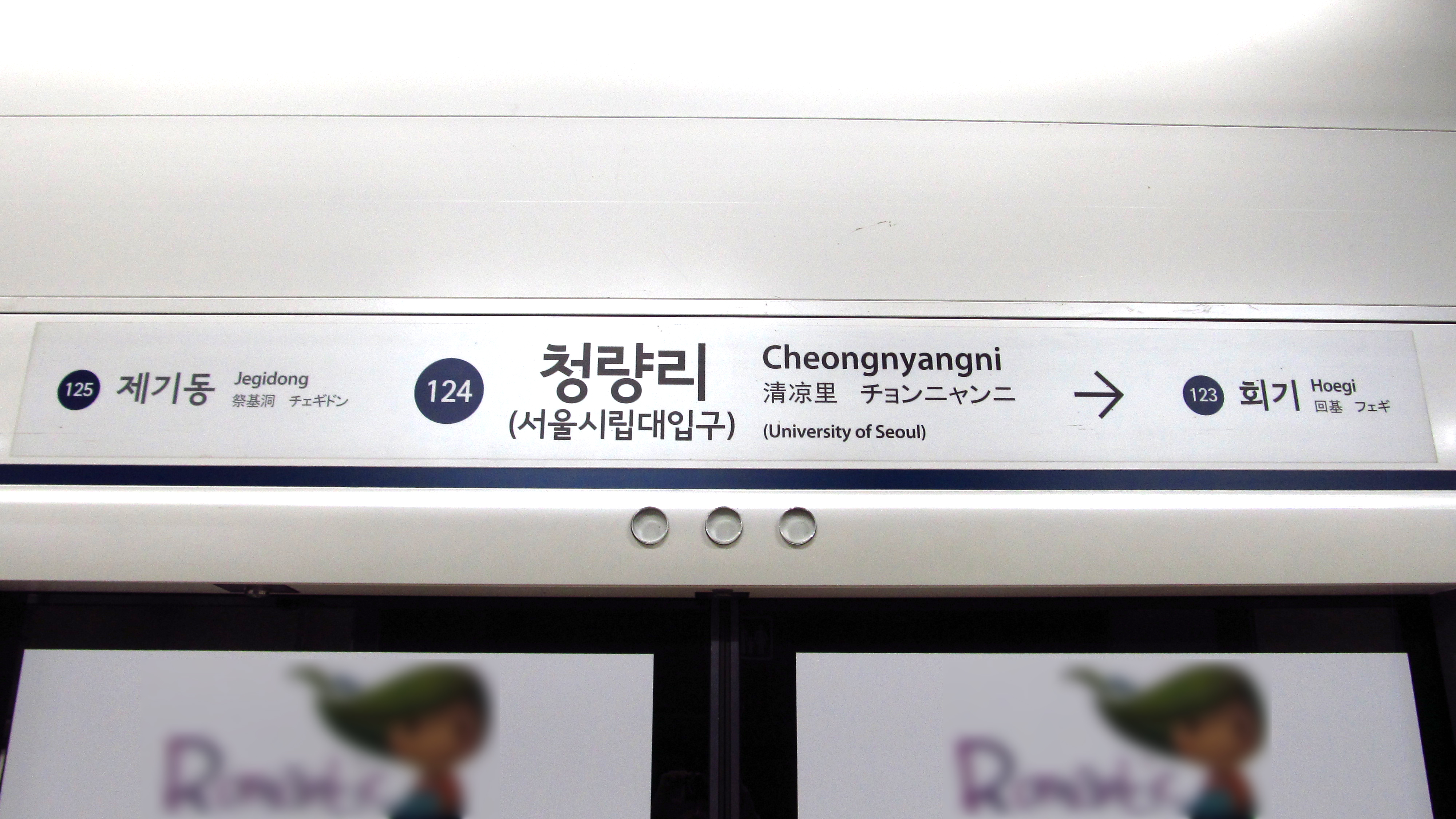
스크린도어
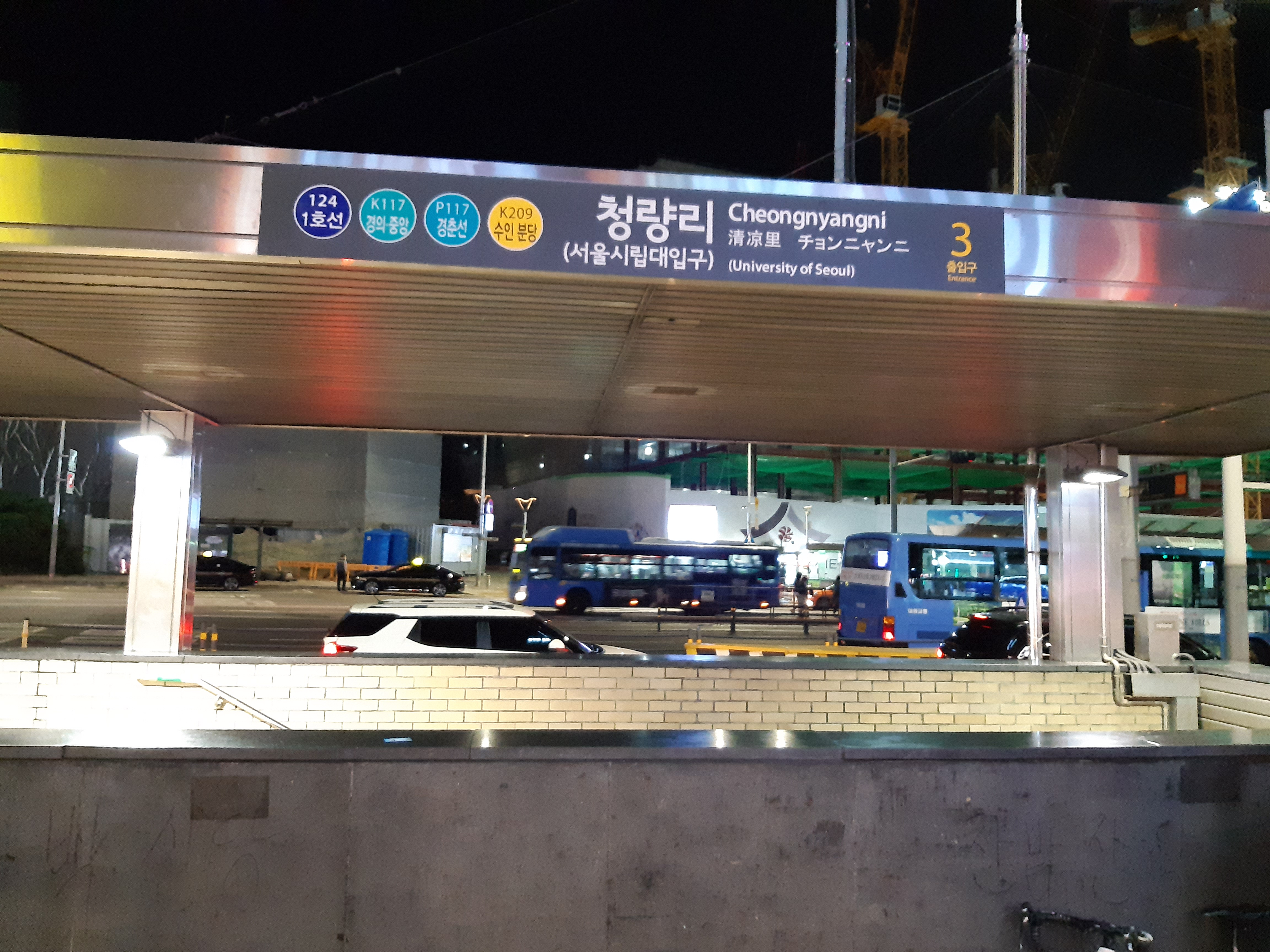
3번출구
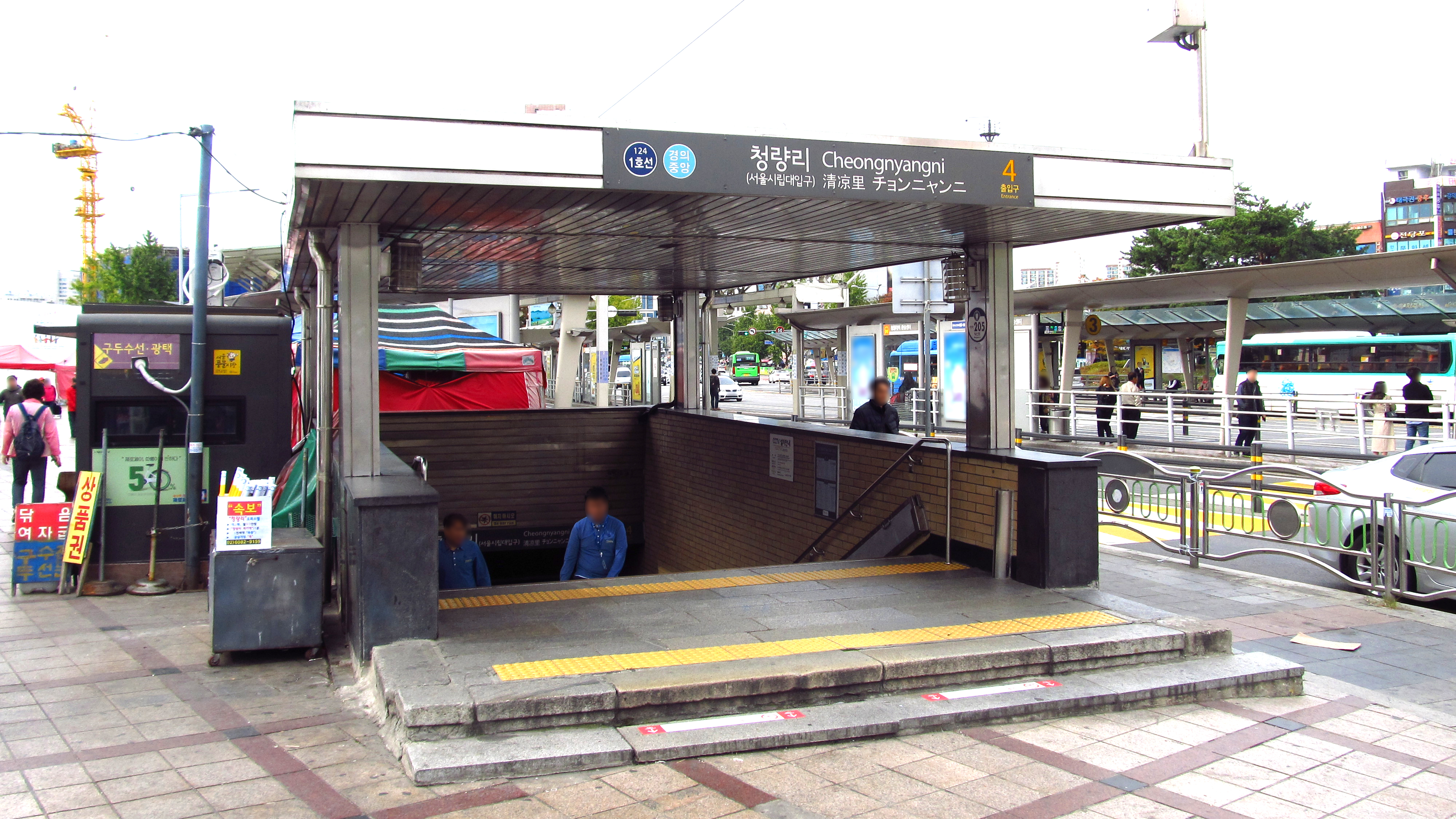
4번출구
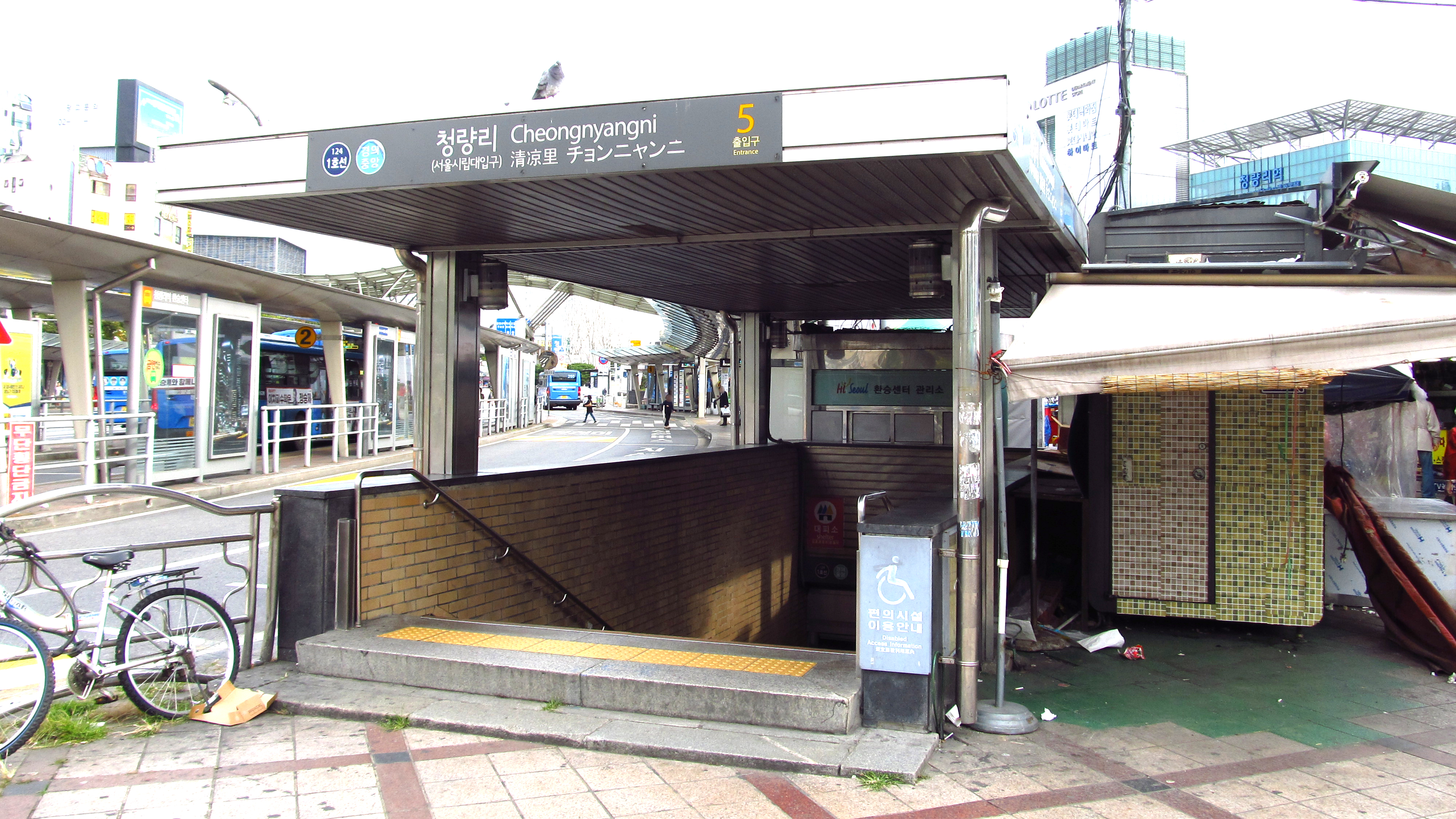
5번출구
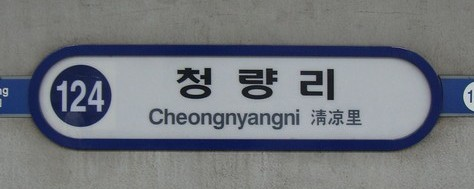
역명판(서울시립대 부역명 추가 전)
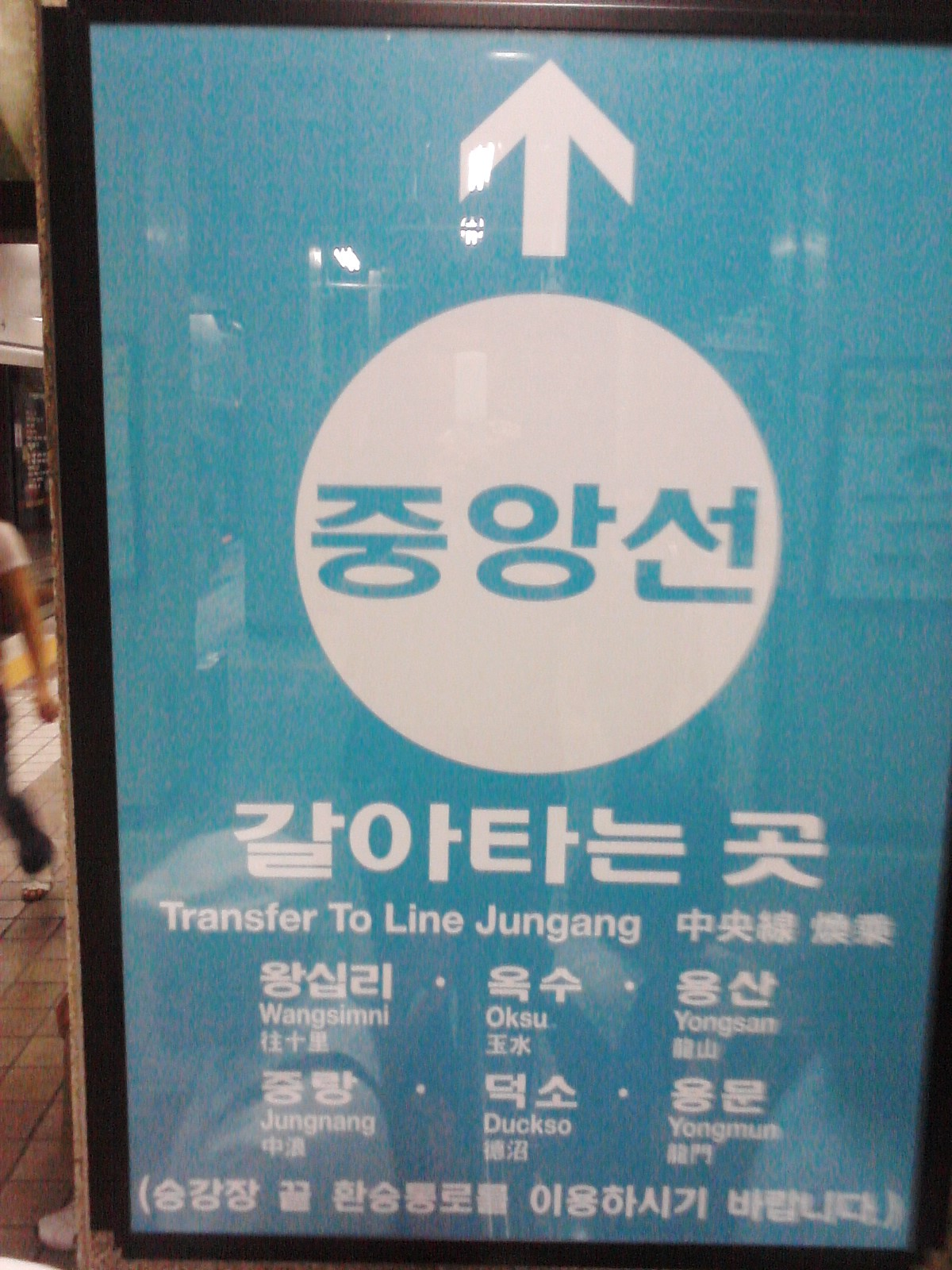
환승 통로 안내판(현재 경의중앙선 환승으로 바뀜)
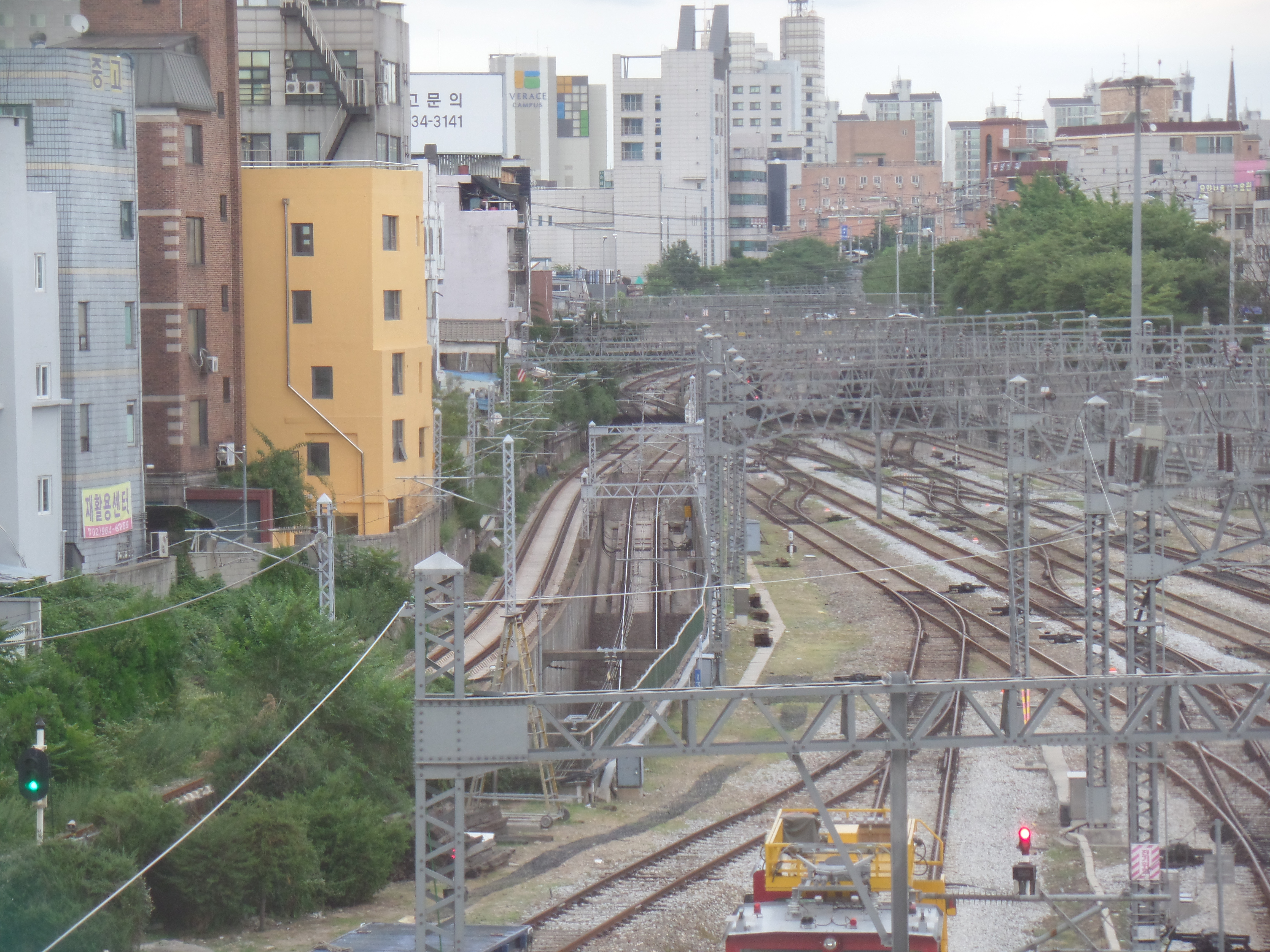
청량리역 방면 사구간

## 문화재
- 청량리역 검수차고 : 등록문화재 제269호

## 같이 보기
- 청량리 588